# Internationaal pooljaar
Het internationale pooljaar (International Polar Year IPY) liep van maart 2007 tot maart 2009. Honderden Nederlandse wetenschappers werkten aan metingen, experimenten en heel uiteenlopend onderzoek in de poolgebieden. Op verschillende manieren werd het brede publiek op de hoogte gehouden van de resultaten van dit pooljaar; onder meer via musea, met tentoonstellingen en met films. Wereldwijd waren ongeveer 50.000 mensen uit 63 landen betrokken bij het internationale pooljaar.
Ter gelegenheid van het pooljaar gaf België de International Polar Foundation opdracht voor de bouw van het Princess Elisabeth-station, een duurzaam en koolstofarm platform dat deel uitmaakt van het netwerk voor wetenschappelijke waarnemingen en onderzoek. 

## Al het vierde internationale pooljaar

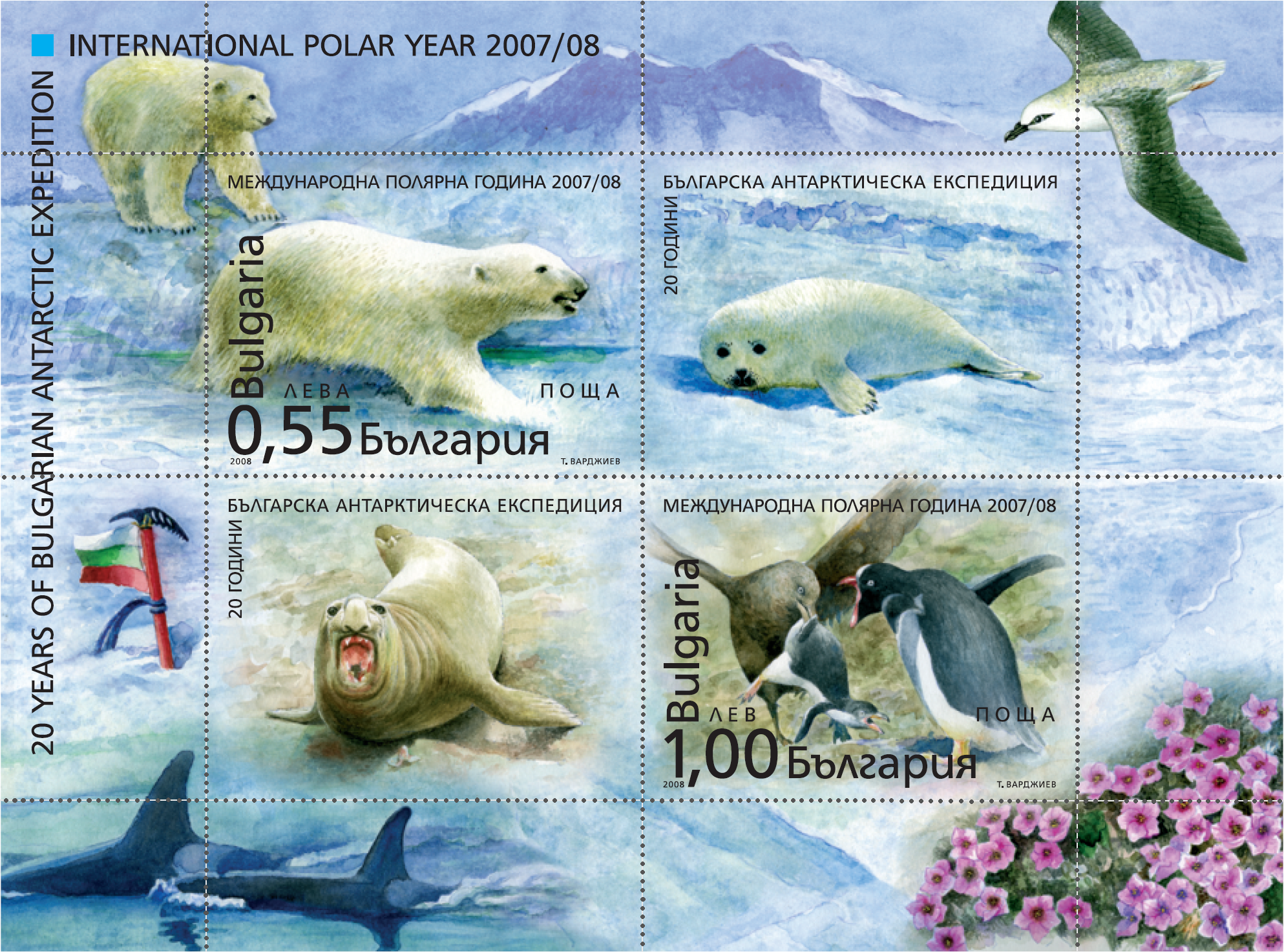
Internationaal pooljaar

Het idee om wetenschappelijk onderzoek in de poolgebieden te coördineren is niet nieuw. Internationale wetenschappelijke organisaties nemen het initiatief voor een pooljaar. Aanleiding is het gegeven dat de wereld op een breekpunt zit, een kantelmoment.
In 1882/1883 was dat de scheepvaart, die behoefte had aan een goede weersvoorspelling; meteorologische gegevens werden systematisch verzameld en vergeleken. In de twintigste eeuw werd het voor de luchtvaart belangrijk om meer te weten van de bovenste luchtlagen en ontstond meer kennis van de straalstroom: aanleiding voor het internationale pooljaar in 1932/1933. Eind jaren vijftig kwamen de eerste satellieten in de lucht met de start van de ruimtevaart. Tijdens het pooljaar 1957/1958 lag de nadruk op deze nieuwe manier van waarneming buiten de dampkring, met de mogelijkheid om het aardoppervlak en het weersysteem nauwkeurig in kaart te brengen.
Voor het meest recente internationale pooljaar lag de aanleiding in de nieuwe vormen van communicatie. Die maken samenwerking mogelijk tussen onderzoekers over grote afstanden, net als het opslaan en analyseren van enorme hoeveelheden data in computercentra. Daarbij borduren onderzoekers voort op gegevens uit 125 jaar onderzoek in poolgebieden. 
Het doel is een beter beeld te ontwikkelen van het systeem waarop de wisselwerking tussen klimaat en oceanen is gebaseerd. Modellen en computersimulaties zijn het resultaat. Daarmee kunnen voorspellingen over klimaatverandering worden gedaan.
De samenwerking tussen landen en onderzoekers onderling zorgt voor nieuwe inzichten, verhoogt de onderzoekskwaliteit en levert tijdwinst op. Alle aspecten van de natuurlijke omgeving komen aan de orde: water, lucht en land. De enorme schat aan geproduceerde gegevens wordt in enkele grote datacentra opgeslagen, verspreid over verschillende continenten en voor iedereen toegankelijk. Gecombineerd met gegevens van de metingen en experimenten van voorgaande jaren vormt dat de basis voor verder onderzoek in de komende decennia.